# Karabag (Fahrzeughersteller)
Die Karabag Gruppe ist ein deutscher Nutzfahrzeughändler und ehemaliger Hersteller von Elektrofahrzeugen mit Sitz in Hamburg in Deutschland.
Das 1992 von Sirri Karabag gegründete Unternehmen ist mit einem Jahresumsatz von 25 Millionen Euro ein Anbieter für FIAT Professional Nutzfahrzeuge und Servicepartner der FCA Germany AG. Neben dem Vertrieb dieser Fahrzeuge, bietet die Karabag Gruppe auch die Servicedienste für Transporter und  Wohnmobile auf Fiat-Basis.
Das Unternehmen verfügt über drei Standorte in den Hamburger Stadtteilen Eimsbüttel, Hamm und Wandsbek.

## Unternehmensgeschichte
Nachdem der Ökostrom- und Gasversorger WEMAG AG im Mai 2014 einen Anteil von 70 Prozent an der Karabag Elektroauto GmbH übernommen hatte, sind im Februar 2015 die Kompetenzen im Bereich Solarstrom-Speicher und Elektromobilität weiter gebündelt worden. Die zur Karabag-(Unternehmens-)Gruppe gehörende Karabag Elektroauto GmbH, die seit 2009 Elektrofahrzeuge angeboten hat, ist im Februar 2015 in der ReeVOLT GmbH, Tochter der WEMAG AG, aufgegangen. Mit diesem Schritt sind faktisch die letzten 30 Prozent ebenfalls von der WEMAG AG übernommen worden. Die WEMAG-Geschäftsfelder zu Photovoltaikanlagen, zu häuslichem Energiemanagement und zu Elektromobilen lassen sich damit in der ReeVOLT GmbH eingegliedert wiederfinden.
Nach dem Verkauf der Elektrofahrzeug-Sparte im Jahr 2015 besteht die Karabag Gruppe heute aus der seit 1992 bestehenden Muttergesellschaft CCF Centro Commerciale GmbH und den beiden im Juli 2016 gegründeten operativen Gesellschaften Karabag Hamburg-Mitte GmbH und Karabag Eimsbüttel GmbH. Unter diesen findet das Sales- und Aftersales-Geschäft von Fiat Nutzfahrzeugen statt.

## Fahrzeuge
Das Unternehmen bot neben dem Verkauf von Fiat-Nutzfahrzeugen auch die Herstellung von Elektrofahrzeugen an. Die Karabag-Elektroautos wurden von 2009 bis 2015 in Deutschland angeboten. Zunächst handelte es sich dabei um von Karabag in Zusammenarbeit mit dem TÜV Süd homologierte Fahrzeuge der Firma Micro-Vett aus Modena/Italien. Ab 2011 baute Karabag Elektrofahrzeuge auch in eigenen (europäischen) Produktionsstätten. Viele Elektroautos von Karabag nutzten eine Fiat-Karosserie, ab Mitte 2011 bot Karabag auch Fahrzeuge auf Ford-Ka-Basis an. Zusammen mit verschiedenen Partnerunternehmen entwickelte Karabag außerdem ein berührungsloses Ladesystem mittels einer Induktionsschleife und eine CO2-neutrale konventionelle Fahrzeugheizung durch die Verbrennung von Bioethanol (zusammen mit Eberspächer).
Die Produktpalette der Karabag Elektroauto GmbH umfasste den Fiorino E, den Doblò E als weiteren etwas größeren Kleintransporter, einem Scudo E als Vertreter der sogenannten Vito-Klasse und schließlich den Ducato E in allen Größen und Gewichtsklassen bis 4 Tonnen zul. Gesamtgewicht als Vertreter der Sprinter-Klasse. Als Kleinwagen bot Karabag den 500 E auf Basis eines Fiat 500 sowie einen KA-E auf Basis eines Ford Ka an. Der Fiorino E und die Transporter-Range erreichen eine Geschwindigkeit von bis 140 km/h. Der 500E fährt bis zu 110 km/h schnell.
Mit dem Karabag new 500 E hat die Karabag Elektroauto GmbH es erstmals geschafft, zusammen mit deutschen Technologiepartnern, wie zum Beispiel der Linde Material Handling GmbH, ein Elektroauto in Deutschland zu entwickeln, das im Vergleich zu einem benzingetriebenen Kleinwagen kostengünstiger ist.
Um die Serviceanbindung zu optimieren, hat die Karabag Elektroauto GmbH mit der Firma Still ein Projekt in Gang gesetzt, ein flächendeckendes Netzwerk von über 800 Servicestützpunkten in Deutschland bereitzustellen.
Ende 2013 konnten die Preise für die Elektroautos „durch verbesserte Einkaufsbedingungen und eine vereinfachte Konstruktion“ deutlich gesenkt werden. Außerdem wurde die Lieferung eines Antriebsstranges zur Eigenumrüstung beispielsweise von Oldtimern auf Elektroantrieb möglich.
Heute vertreibt die Karabag Gruppe als offizieller Partner die Fiat Professional Nutzfahrzeuge Fiat Ducato, Fiat Doblò, Fiat Talento und Fiat Fullback.